# Теорія вільного виховання
Тео́рія ві́льного вихова́ння — течія реформаторської педагогіки, популярна в кінці XIX — на початку XX століття. Засновником цієї теорії була шведська письменниця й феміністка Еллен Кей. Гасло теорії — «йти від дитини», тобто сприяти природному розвитку кожної дитини, її самовихованню, на противагу формальним строгим методам традиційного виховання.
На початку ХХ ст. цю теорію активно розвивав російський педагог Вентцель К. М. (1857–1947). Він опублікува ряд праць: «Освобождение ребенка», «Новые пути воспитания и образования детей», «Этика и педагогика творческой личности», «Современный момент и свободное воспитание», «Декларация прав ребёнка», «Теория свободного воспитания и идеальный детский сад». Вентцель взамін старої школи пропонував створити «будинки вільної дитини», де б не було навчального плану, програм, класної системи уроків. Ці будинки призначалися б для дітей 3-13 років. Діти в таких будинках могли утворювати групи за інтересами, грати, щось виготовляти, спілкуватися з дорослими — і все це розглядалося як шлях отримання деяких знань і корисних навичок. Систематичне навчання не передбачалося, центром занять повинні були бути майстерні. Замість постійних вчителів займатися з дітьми повинні батьки. Така модель виховання відображала погляди частини дрібнобуржуазної інтелігенції тих часів.
Сучасні дослідження: М. Магомедов — докторська дисертація «Методологічні й соціально-педагогічні основи теорії та практики вільного виховання» (1994 р.); А. Козлова — докторська дисертація «Теоретичні основи педагогіки ненасильства» (1997 р.); С. Вдович — дисертація «Розвиток ідей гуманної педагогіки в Західній Україні (кінець XIX — початок XX ст.)» (1998 р.); І. Батчаєва — дисертація «Теорія нового „вільного виховання“ педагогів-реформаторів бременської наукової школи Німеччини (кінець XIX — початок XX століття)» (1999 р.) та ін.